# Planera (gènere)
Planera aquatica, o Om aquàtic és l'única espècie del gènere Planera disn la família ulmàcia. És nativa del sud-est dels Estats Units, és un petit arbre caducifoli que fa de 10 a 15 metres d'alt. Els seus fruits és una nou tova de 10 a 15 mm de diàmetre. Creix en llocs humits. Les fulles fan de 3 a 7 cm de llargada i els seus marges són serrats.
És moderadament susceptible a la Malaltia holandesa de l'om.